# Віналеза
Віналеза, Віналеса (валенс. Vinalesa, ісп. Vinalesa) — муніципалітет в Іспанії, у складі автономної спільноти Валенсія, у провінції Валенсія. Населення — 3164 особи (2010).

## Географія
Муніципалітет розташований на відстані близько 300 км на схід від Мадрида, 7 км на північ від Валенсії.

## Демографія
Динаміка населення (INE ):

## Галерея зображень

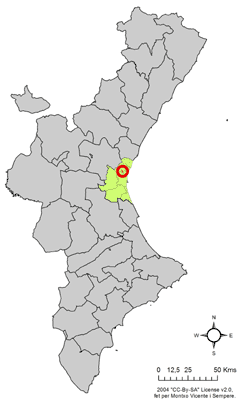
Розташування муніципалітету Віналеза у автономній спільноті Валенсія
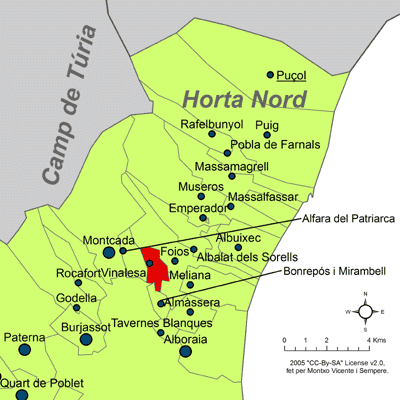
Розташування муніципалітету Віналеза у комарці Уерта-Норте
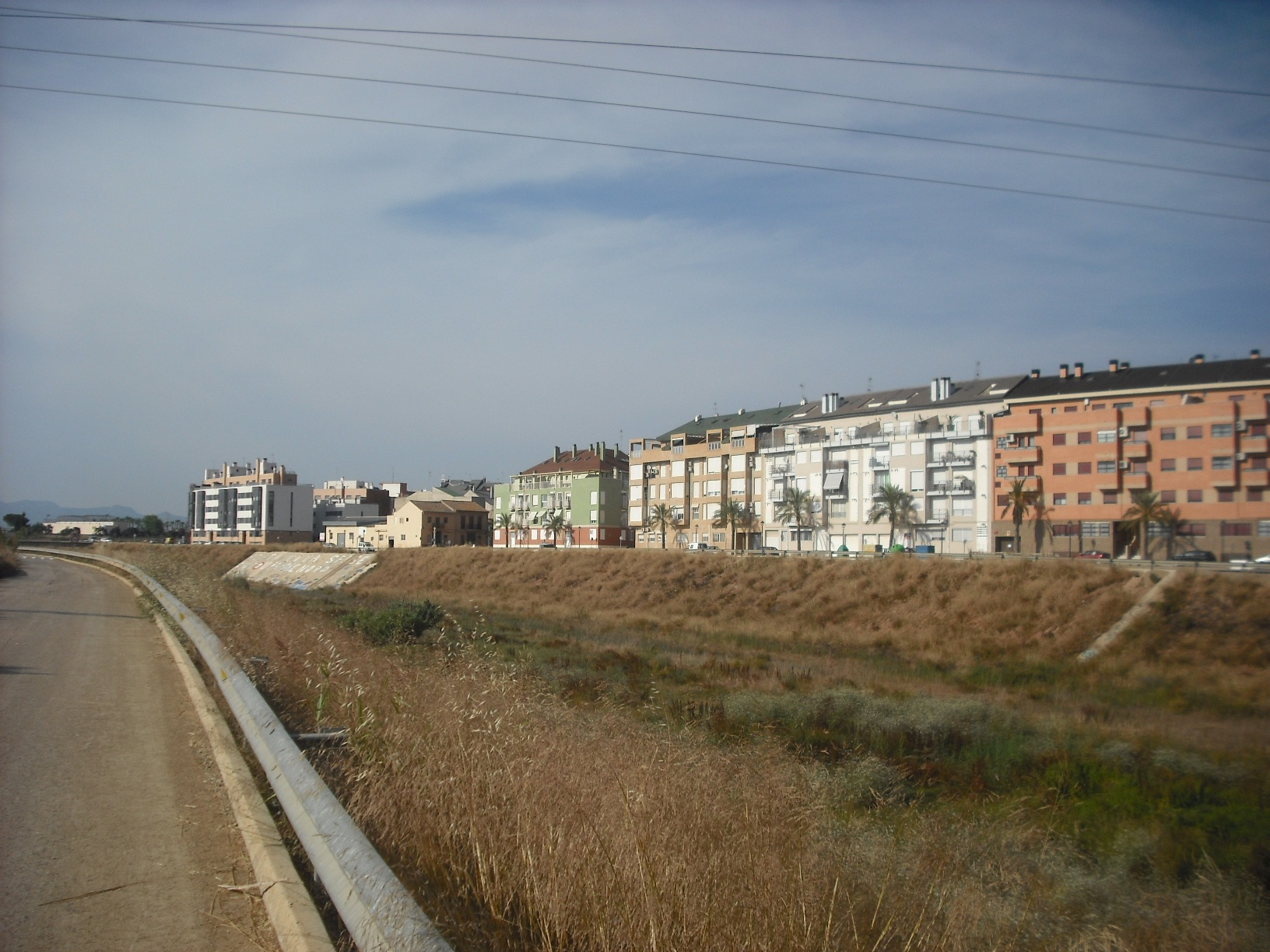
Віналеза
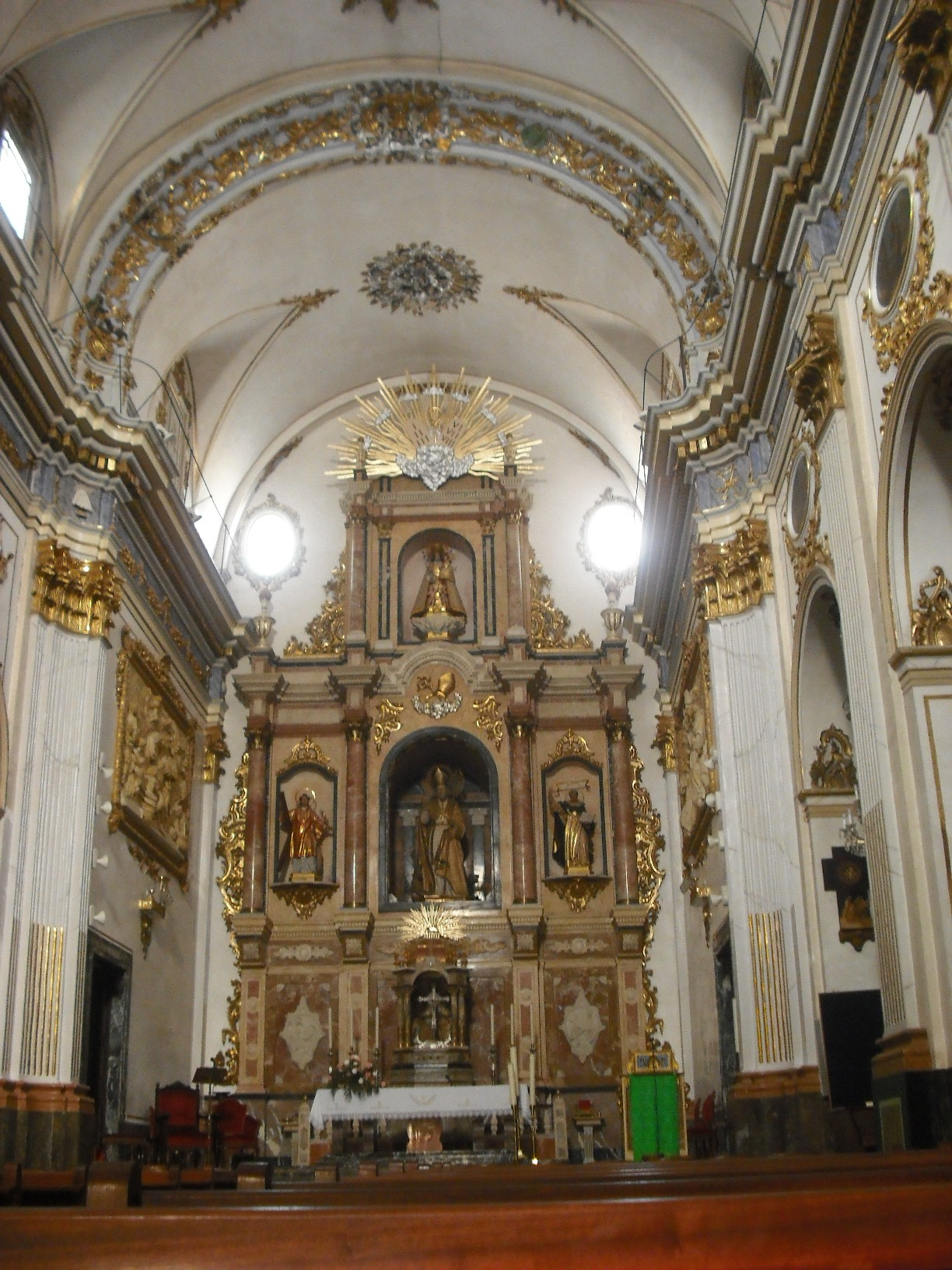
Інтер'єр церкви Сан-Онорато
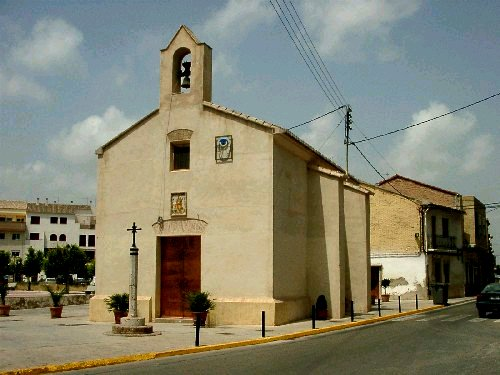
Каплиця Санта-Барбара